# Halloweenský masakr

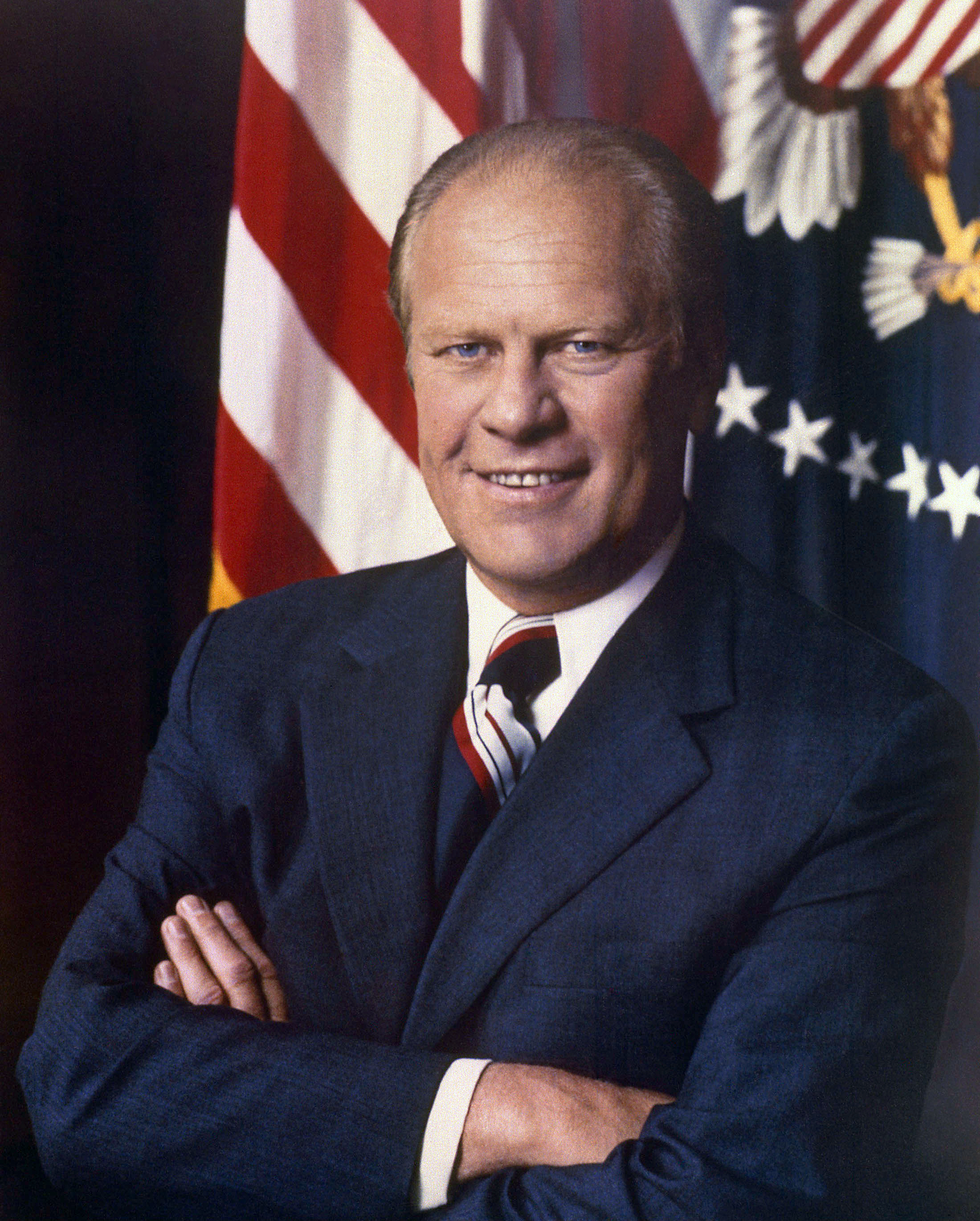
Prezidentský portrét Geralda Forda

Halloweenský masakr je termín spojený s rozsáhlou reorganizací kabinetu prezidenta Spojených států Geralda Forda (GOP) dne 4. listopadu 1975, která byla pokusem řešit četné osobnostní a politické střety uvnitř administrativy. Reorganizace přišla v době, kdy byly prezidentovy vůdčí schopnosti široce zpochybňovány a byl ostře kritizován kalifornským guvernérem Ronaldem Reaganem a dalšími představiteli rodícího se konzervativního křídla Republikánské strany.

## Průběh
Tento otřes měl kořeny na počátku Fordova prezidentství v srpnu 1974. Stejně jako v případě Lyndona B. Johnsona a Harryho S. Trumana, kteří se v letech 1945 a 1963 ujali prezidentského úřadu uprostřed funkčního období (namísto svých zemřelých předchůdců), i Ford zdědil kabinet a štáb prezidentských poradců po odstoupivším Richardu Nixonovi. Staří Nixonovi a noví Fordovi poradci se často dostávali do střetů, přičemž tyto boje zabraňovali funkčním změnám.
Dne 25. října 1975 podali Donald Rumsfeld (šéf štábu Bílého domu) a Dick Cheney (zástupce asistenta prezidenta) prezidentovi demisi. K rezignačním dopisům přiložili memorandum s podrobnou analýzou vnímaných problémů a možných budoucích strategií. Analýza vinila z většiny problémů Roberta T. Hartmanna, Henryho Kissingera a viceprezidenta Nelsona Rockefellera.

Po 4. listopadu 1975, což bylo úterý po halloweenském víkendu, Ford ukončil činnost několika Nixonových úředníků a oznámil jména nástupců a nových členů vlády.

Hlavní osobnosti Halloweenského masakru
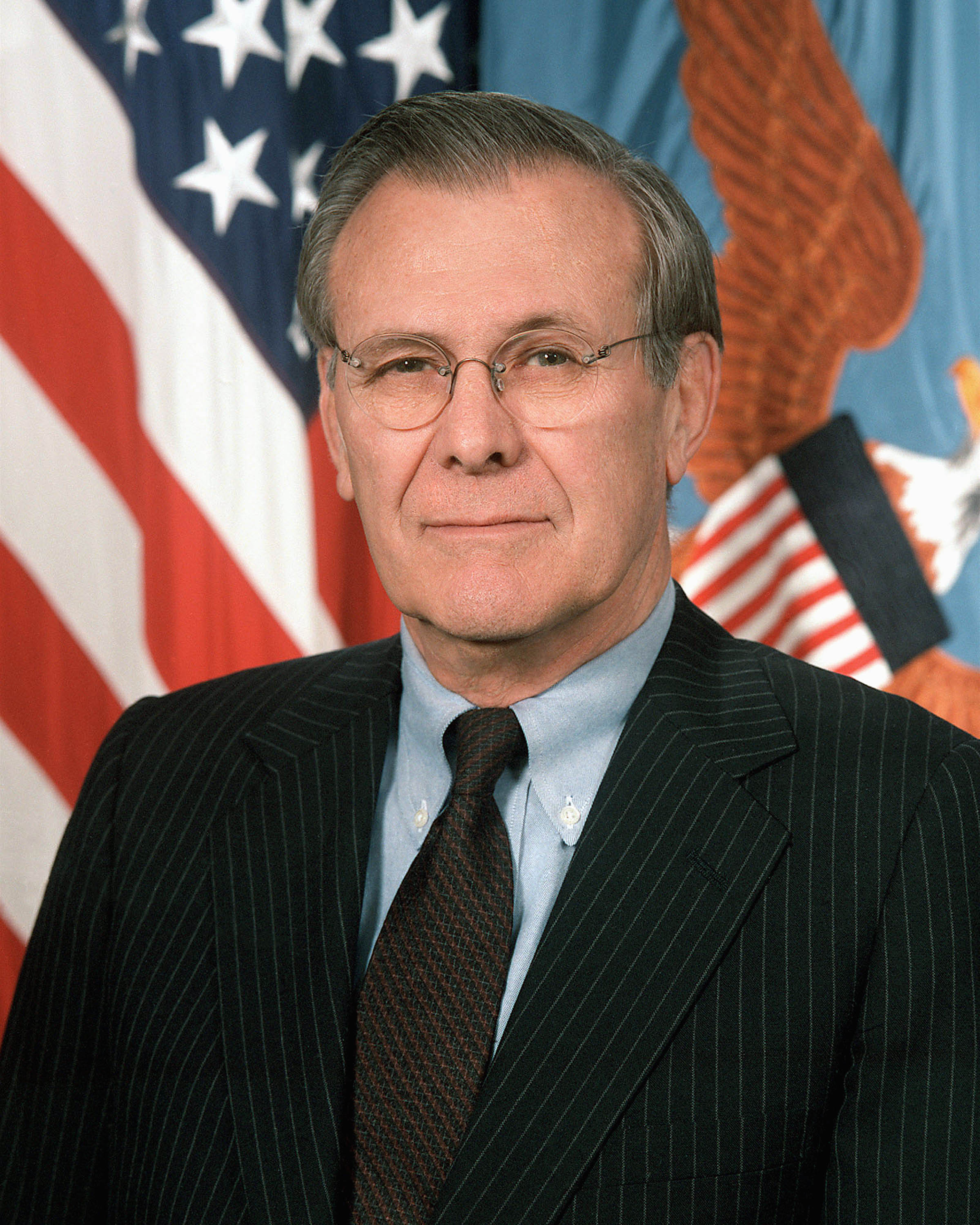
Donald Rumsfeld se stal ministrem obrany
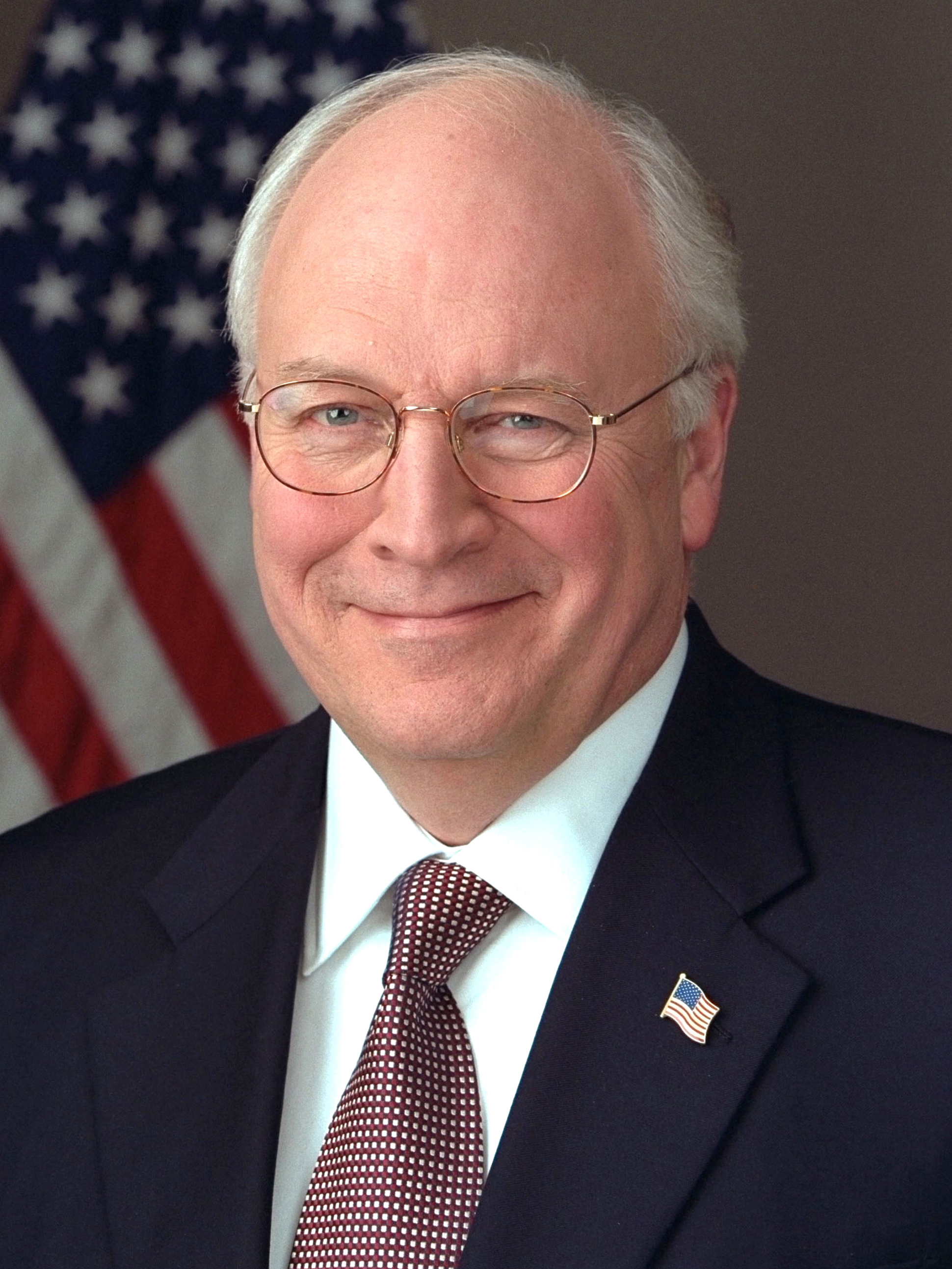
Dick Cheney se stal šéfem štábu Bílého domu
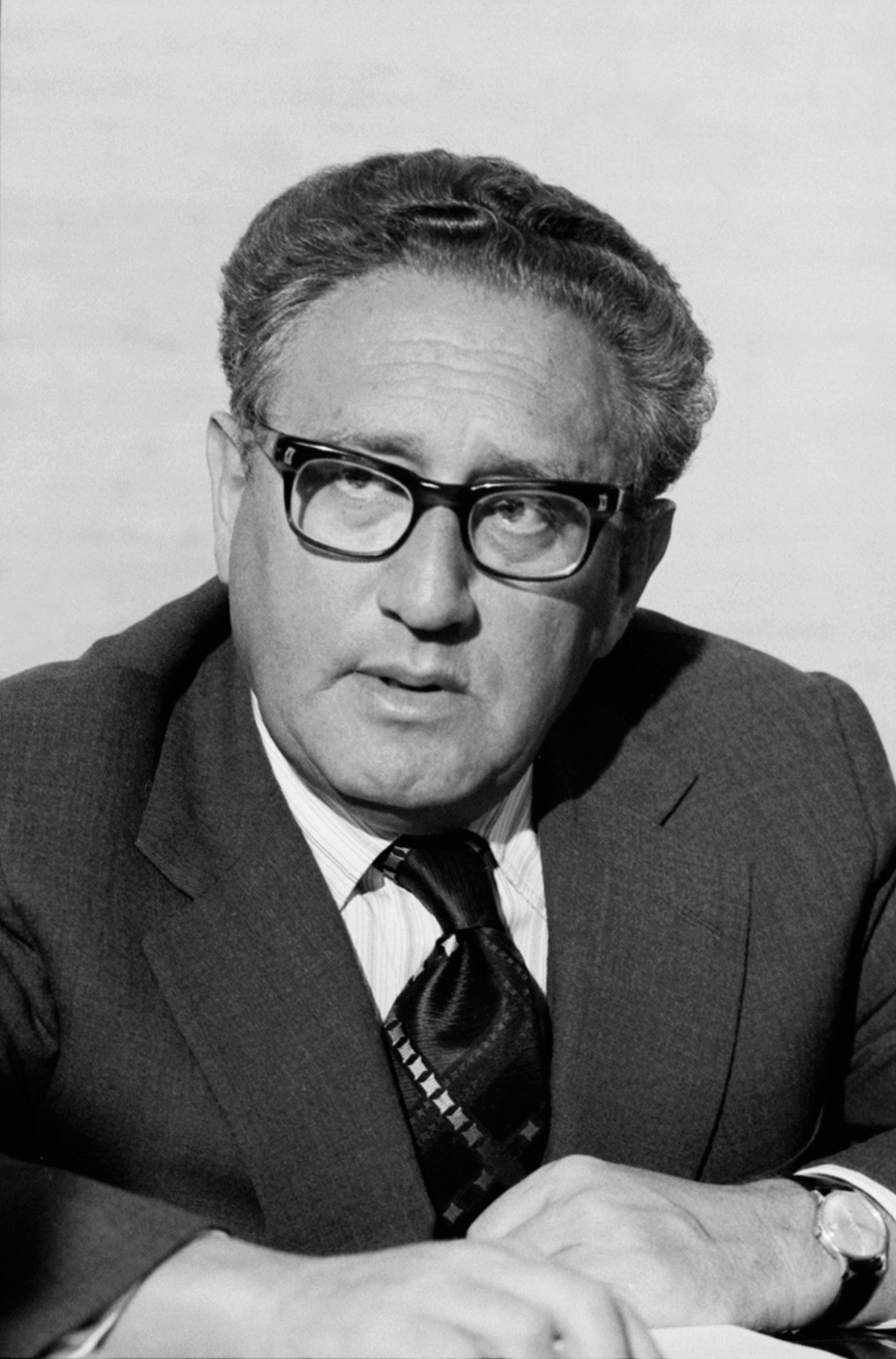
Henry Kissinger, který byl sice odvolán z funkce poradce pro národní bezpečnost, ale ponechal si křeslo ministra zahraničí
George H. W. Bush se stal šéfem CIA
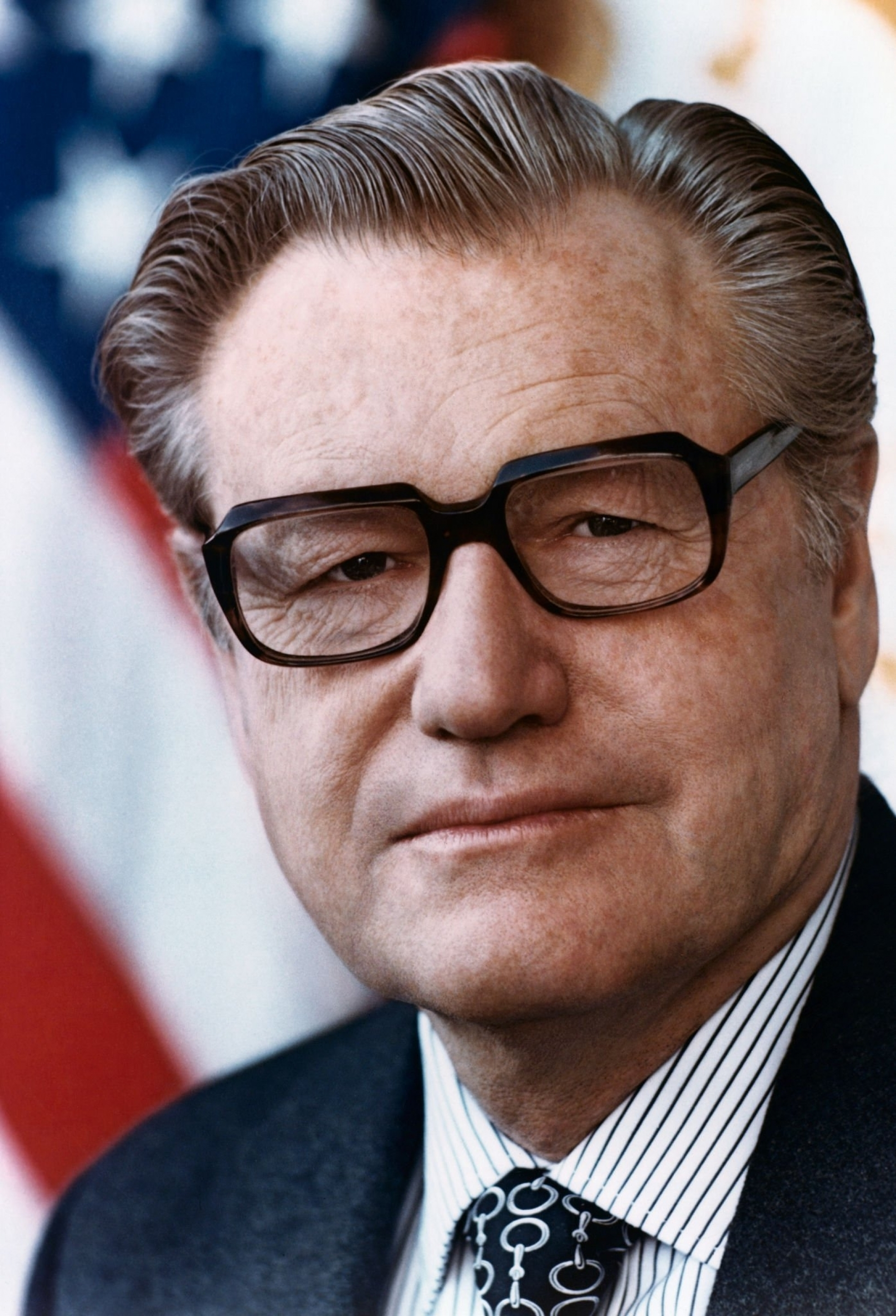
Viceprezident Nelson Rockefeller odmítl kandidovat s Fordem v dalších prezidentských primárkách

## Změny
- Henryho Kissingera nahradil ve funkci poradce pro národní bezpečnost Brent Scowcroft, přičemž Kissinger si ponechal funkci ministra zahraničí.
- Williama Colbyho nahradil ve funkci ředitele Ústřední zpravodajské služby velvyslanec v Číně (a budoucí prezident) George H. W. Bush. Colbymu byla nabídnuta funkce stálého zástupce USA při NATO, ale odmítl ji.
- Jamese R. Schlesingera nahradil na postu ministra obrany náčelník generálního štábu Donald Rumsfeld. Rumsfeldův zástupce a chráněnec, budoucí viceprezident Dick Cheney, postoupil do funkce šéfa štábu Bílého domu
- Pod tlakem republikánských konzervativců oznámil Nelson Rockefeller, že nebude ve volbách v roce 1976 spolukandidát Forda.

## Výsledek
Výsledkem bylo posunutí republikánské politiky konzervativnějším směrem. Různé novinové a časopisecké články v té době označovaly Rumsfelda za organizátora těchto událostí. Ford tehdy prohlásil, že za vyhazovy je zodpovědný pouze on. Později nad touto událostí vyjádřil lítost: „Zlobil jsem se sám na sebe, že jsem projevil zbabělost a neřekl ultrakonzervativcům: 'Bude to Ford a Rockefeller, ať už budou následky jakékoli'.“